# Plagiohammus elatus
Plagiohammus elatus là một loài bọ cánh cứng trong họ Cerambycidae.